# Панвиц, Рудольф
Рудольф Панвиц (нем.  Rudolf Pannwitz, 27 мая 1881, Кроссен-на-Одере — 23 мая 1969, Астано, Тичино) — немецкий писатель, философ-эссеист.

## Биография
Учился германистике, философии, классической филологии и санскриту в Марбурге и Берлине. Испытал глубокое влияние Ницше. Был близок к кругу Стефана Георге. В 1904 стал одним из основателей журнала Харон (1904—1914), выступавшего с критикой натурализма и прокладывавшего пути немецкому экспрессионизму. В 1921—1948 жил неподалёку от Дубровника, на маленьком острове Колочеп, одном из Элафитских островов, затем в Швейцарии. Известность в интеллектуальных кругах Европы имела серия его эссеистических книг, посвященных кризису культуры. В одном из них, так и называвшемся Кризис европейской культуры (1917), он ввел понятие постмодерна, ставшее много позднее знаменитым.
Переписывался с Гофмансталем, Гауптманом, Альбертом Вервеем (переводил его стихи).

## Творчество
Выступал как поэт, эссеист, философ культуры, истолкователь античной и германской мифологии. Представления Панвица о переводе, развивавшие идеи Гумбольдта, повлияли на Вальтера Беньямина.

## Произведения

### Стихотворения и поэмы
- Prometheus (1902, поэма)
- Urblick (1926)
- Hymnen aus Widars Wiederkehr (1927)
- König Laurin (1956, поэма)
- Wasser wird sich ballen (1963)

### Эссе, философские труды
- Der Volksschullehrer und die deutsche Sprache (1907)
- Der Volksschullehrer und die deutsche Kultur (1909)
- Zur Formenkunde der Kirche (1912)
- Dionysische Tragödien (1913)
- Die Freiheit des Menschen (1917)
- Die Krisis der europaeischen Kultur (1917)
- Deutschland und Europa (1918)
- Baldurs Tod (1919)
- Das Kind Aion. Der Erste Ring oder Der Ring der Zeit (1919)
- Faustus und Helena (1920)
- Aus dem Chaos zur Gemeinschaft (1921)
- Orplid (1923)
- Kosmos Atheos (1926)
- Die deutsche Idee Europa (1931)
- Lebenshilfe (1938)
- Nietzsche und die Verwandlung des Menschen (1940)
- Das Weltalter und die Politik (1948)
- Der Nihilismus und die werdende Welt (1951)
- Beiträge zu einer europäischen Kultur (1954)
- Kommunismus, Faschismus, Demokratie (1961)

### Новейшие издания
- Korespondence. Praha: Památník Národního Písemnictví, 2002
- Briefwechsel. Stuttgart: Cotta, 2002
- Sprüche und Ansprüche. Nürnberg: Carl, 2003

## Признание
Премия Андреаса Грифиуса (1968).